# Étoile-sur-Rhône
Étoile-sur-Rhône är en kommun i departementet Drôme i regionen Auvergne-Rhône-Alpes i sydöstra Frankrike. Kommunen ligger i kantonen Portes-lès-Valence som tillhör arrondissementet Valence. År 2022 hade Étoile-sur-Rhône 5 497 invånare.

## Befolkningsutveckling
Antalet invånare i kommunen Étoile-sur-Rhône
Referens:INSEE